# Andrej Komac (zgodovinar)
Andrej Komac, slovenski zgodovinar, * 14. julij 1970, Kranj, † 17. julij 2003, Dugi otok (pri podvodnem ribolovu).

## Življenje in delo
Leta 1996 je diplomiral na Oddelku za zgodovino Filozofske fakultete Univerze v Ljubljani, 1997 je končal enoletni podiplomski magistrski študij iz medievistike na Central European University v Budimpešti, 2001 pa triletno specializacijo iz pomožnih zgodovinskih ved na Inštitutu za avstrijsko zgodovinsko raziskovanje (Institut für Österreichische Geschichtsforschung) na Dunaju. Od leta 1999 je bil kot mladi raziskovalec zaposlen na Filozofski fakulteti v Ljubljani, poleg tega je na mariborski Pedagoški fakulteti predaval pomožne zgodovinske vede. Na Filozofski fakulteti je končal doktorski študij, vendar se je tik pred obrambo disertacije smrtno ponesrečil pri podvodnem ribolovu.
Njegovo glavno področje raziskovanja je bila srednjeveška zgodovina današnjega slovenskega ozemlja, posebno zgodovina Kranjske in plemstva. Izredno važna je njegova posthumno izdana knjiga Od mejne grofije od dežele (2006), ki na novo obravnava oblikovanje dežele Kranjske, pomemben problem srednjeveške zgodovine današnjega slovenskega prostora. Leta 2008 je bila nominirana za nagrado Klio.

## Zanimivosti
Po njem se imenuje vrsta gigantskega pajka mrežarja Nephila komaci, ki jo je odkril njegov prijatelj, biolog Matjaž Kuntner.

## Dela
- Andrej Komac, »Vzpon Turjaških v srednjem veku«, Zgodovinski časopis 54 (2000). 15-48, 151-178;
- Andrej Komac, »Die Ministerialen der Spanheimer in Kärnten und in der Krain und ihre gesellschaftliche Entwicklung im 14. Jahrhundert«, East Central Europe 29 (2002). 183-202;
- Andrej Komac, »Utrditev grofov Andeških na jugovzhodu cesarstva v 12. stoletju : Cesar Friderik Barbarossa, velika shizma (1161-1177) in pridobitev naslovov mejnih grofov Istre in vojvod Meranije s strani Andeških«, Annales (Koper) 13, št. 2 (2003), 283-294 sinopsis in povzetek (slovenščina, italijanščina, angleščina)[mrtva povezava];
- Andrej Komac, Od mejne grofije od dežele : Ulrik III. Spanheim in Kranjska v 13. stoletju, ur. Miha Kosi. Ljubljana, 2006.